# Долгоносик серебристый
Долгоносик серебристый, или листовой золотистый (лат. Phyllobius argentatus) — вид долгоносиков-скосарей из подсемейства Entiminae.

## Описание
Жук длиной 3,5—6 мм. Тело, за исключением брюшка, в золотисто-зелёных чешуйках. Головотрубка без явственной продольной бороздки. Ноги и усики жёлтого цвета. Глаза большие, диаметр их гораздо больше половины ширины лба. Плечевые бугры надкрылий сильно выступают. Переднеспинка у обоих полов значительно уже надкрылий, на основании значительно уже, чем на вершине.

## Экология
Жук питается на лиственных деревьях.